# Стровина
Стровина је насеље у Италији у округу Медио Кампидано, региону Сардинија.
Према процени из 2011. у насељу је живело 221 становника. Насеље се налази на надморској висини од 60 м.